# Camp des Milles
Pour les articles homonymes, voir Milles.
Le camp des Milles est un camp d'internement et de déportation français, ouvert en septembre 1939, dans une usine désaffectée, une briqueterie, au hameau des Milles sur le territoire de la commune d'Aix-en-Provence (Bouches-du-Rhône).
Entre 1939 et 1942, il a connu l'internement de personnes de statuts divers et relevant de 39 nationalités, y compris, sous le régime de Pétain, d’enfants nés français[réf. nécessaire] et de résistants, pour devenir finalement une antichambre d’Auschwitz avec la déportation de milliers d’hommes, de femmes et d’enfants juifs en août et septembre 1942 dans le cadre de la Shoah. Il ne fonctionne plus comme camp à partir de l’arrivée des troupes allemandes en décembre 1942, qui le transforment ensuite en dépôt de munitions. Seul grand camp français d'internement et de déportation encore intact et l’un des très rares en Europe, il devient accessible au public avec l'ouverture, dans les lieux mêmes, d'un Site-Mémorial éducatif et citoyen le 10 septembre 2012, 70e anniversaire du départ du dernier convoi de déportation vers Auschwitz via Rivesaltes.

## Histoire (1939-1942)

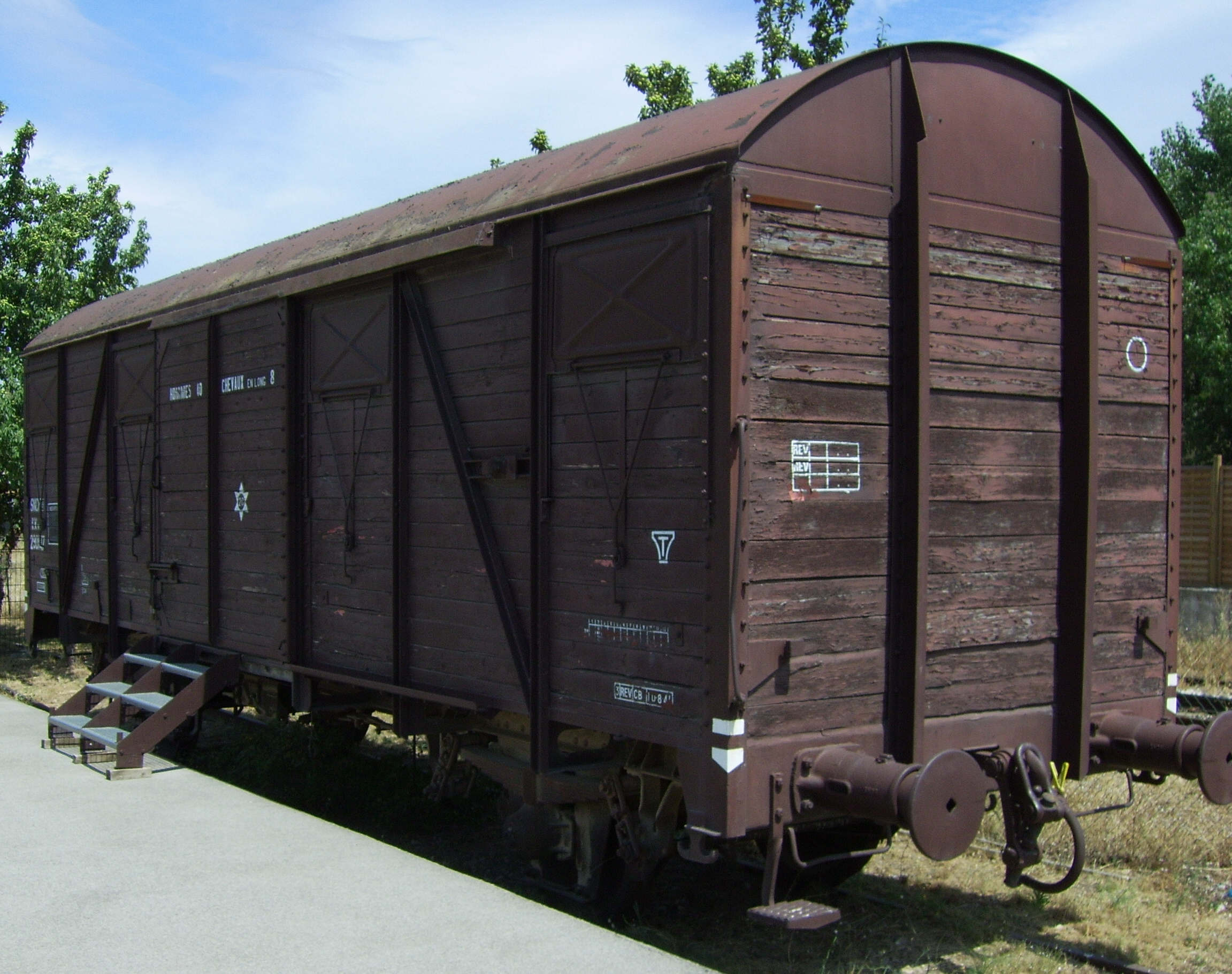
Wagon utilisé comme monument de la déportation (mais qui a été construit entre 1952 et 1964).

### Septembre 1939 à juin 1940: un camp d’internement pour sujets dit «ennemis»
L’histoire du camp débute sous la IIIe République, au début de la Seconde Guerre mondiale, lorsque le gouvernement français radical-socialiste d'Édouard Daladier prend la décision d’interner les ressortissants du Reich. Le ministre de l'Intérieur, Albert Sarraut, n'a aucun égard pour les authentiques antifascistes qu'ils sont pour la plupart, ayant fui en France dès avant 1936 la politique antisémite et anti-intellectuels des nazis. Considérés paradoxalement et tragiquement comme des « sujets ennemis », les internés sont victimes d’un mélange de xénophobie, d’absurdité et de désordre administratifs ambiants.
Dans le Sud-Est, ces étrangers sont internés dans la tuilerie des Milles, alors désaffectée.
Le 31 août 1939 le maire d'Aix-en-Provence, Jean Peytral, au nom du préfet, Paul Bouët, réquisitionne une briqueterie pour en faire un centre de regroupement.
Ce bâtiment industriel bâti en 1882, agrandi en 1926 et 1932, atteint une superficie de 15 000 m2. Quand la guerre éclate, la briqueterie, qui appartient à la Société des Tuileries de la Méditerranée, est fermée depuis un an après avoir connu grèves et lock-outs.
Le 9 septembre 1939 les 50 premiers « ennemis » arrivent. Les internés y vivent dans des conditions très précaires comme en témoigne entre autres l'écrivain allemand Lion Feuchtwanger qui y est interné deux fois. Selon la terminologie de la circulaire ministérielle du 17 septembre 1939,  le camp des Milles est un " camp de rassemblement des étrangers" destiné aux éléments "tranquilles;"
Leur nombre évolue jusqu'à la première fermeture de celui-ci le 18 avril 1940.

### Juillet 1940 à juillet 1942: un camp pour «indésirables» sous le régime de Vichy
Le 15 mai 1940 après le début de la campagne de France, le camp est rouvert. Des prisonniers tels que Max Ernst, Ferdinand Springer, Golo Mann, Wols, Lion Feuchtwanger, Ernst Randerath, Robert Liebknecht et Hans Bellmer y sont internés, de même que les prix Nobel Tadeus Reichstein et Otto Meyerhof.
En juin 1940 s’ouvre une deuxième période, avec la défaite française et la signature de l’armistice. C’est là que se situe l’épisode du « train des Milles » organisé clandestinement par le capitaine Charles Goruchon qui refusant de livrer les
détenus aux nazis tenta de les faire évacuer à Casablanca via un navire en partance de Bayonne (cet épisode est popularisé par le film Les Milles de Sébastien Grall en 1995).
À partir de juillet, sous le régime de Vichy, le camp est rapidement surpeuplé (3 500 internés à la fois en juin 1940). Au cours de cette période sont transférés aux Milles notamment les étrangers des camps du Sud-Ouest, et en particulier des anciens des Brigades internationales d’Espagne ainsi que des juifs expulsés du Palatinat, du Wurtemberg et du pays de Bade.
Le 1er août 1940 la commission allemande Kundt inspecte le camp qui compte à cette époque plus d'un millier d'internés. 747 d'entre eux sont volontaires pour être rapatriés en Allemagne.
Jusqu'en novembre 1940, le camp est placé sous administration militaire, dirigé par le capitaine Charles Goruchon assisté d'une trentaine d'officiers et de sous-officiers. Puis il passe sous administration civile, se trouvant dès lors placé sous l'autorité de l'intendant de police de Marseille Maurice de Rodellec du Porzic.
À partir de novembre 1940, le camp, passé sous l’autorité du ministère de l'Intérieur, devient le seul camp de transit en France pour une émigration outre Atlantique (Etats-Unis, Cuba etc.), transit régulier ou illégal avec l’aide de particuliers, d’organisations ou de filières locales et internationales. Au fil du temps, les conditions d’internement se dégradent : vermine, maladies, promiscuité, nourriture insuffisante.

### Août et septembre 1942: un camp de déportation des juifs en zone non occupée
La conférence de Wannsee, présidée par Reinhard Heydrich « règle définitivement la question juive ». Concernant la « zone libre », l'Allemagne compte sur la collaboration du Gouvernement de Vichy, qui promet l'envoi de 10 000 Juifs étrangers ou apatrides, chiffre qui sera porté à 14 500 par Pierre Laval en août 1942.
Une troisième période pour le camp correspond aux mois d’août et de septembre 1942 qui voient la déportation vers Auschwitz via Drancy ou Rivesaltes de plus de 2 000 juifs, hommes, femmes et enfants. Vichy a accepté de livrer 10 000 juifs de la zone dite « libre » à l’Allemagne. Au début du mois de juillet 1942, Pierre Laval propose d’inclure les enfants âgés de moins de seize ans dans les déportations.
Le chef de la section anti-juive de la Gestapo, Dannecker, recense 1 192 Juifs « déportables » le 15 juillet 1942.
Le 3 août 1942, le camp des Milles est bouclé par 170 gardes mobiles de réserve. Femmes et enfants juifs de la région sont orientés vers les Milles pour rejoindre les autres internés avant d’être déportés. Ne sont pas épargnés les juifs réfugiés politiques ou étrangers ayant servi dans l’armée française. Et une centaine d’enfants sont ainsi déportés à partir de l’âge d’un an.
Au total, cinq convois ferroviaires sont constitués: 
- Le 11 août, 262 détenus, triés par l'intendant de police de Marseille Maurice de Rodellec du Porzic[7],[8], prennent la direction du camp de Drancy. 236 d'entre eux partent, le 14 août, en déportation au camp d'Auschwitz.
- Le 13 août, 538 Allemands, Autrichiens et Polonais quittent le camp pour Drancy avant de partir, tous, à Auschwitz.
- Le 23 août, 134 membres des Groupements des Travailleurs Étrangers (GTE) quittent le camp pour le camp de Drancy.
- À la suite de la rafle du 26 août 1942 en zone libre, 1 200 Allemands, Autrichiens, Russes et Polonais sont rassemblés au camp des Milles. 574 d'entre eux (dont 54 enfants) sont envoyés le 2 septembre au camp de Drancy. 558 sont envoyés en déportation au camp d'Auschwitz[3].
- Le 10 septembre 1942, 713 internés quittent le camp pour celui de Rivesaltes, avant d'être dirigé sur Drancy. 571 partent à Auschwitz.

Au total plus de 2 000 Juifs sont transférés du camp des Milles pour le camp de Drancy et une grande partie sera ensuite envoyée en déportation au camp d'Auschwitz.
En réaction, des hommes et femmes courageux aident les internés et les déportés. Des groupes civiques ou religieux comme la Cimade viennent en aide aux internés, voire les aident à s'échapper. Certains de leurs animateurs furent reconnus Justes parmi les Nations : Père Cyrille Argenti, Edmond et Nelly Bartoloni, Marie-Jeanne et Auguste Boyer, Mgr Marius Chalve, Georgette et André Donnier, pasteur Marc Donadille et son épouse Françoise Donadille, pasteur Charles Guillon, Alice Manen et son époux pasteur Henri Manen, R.P Joseph Marie Perrin, abbé Fernand Singerlé, pasteur Gaston Vincent et son fils Michel.

« Ce qui était particulièrement douloureux à voir c’était le spectacle des petits enfants. Car des ordres stricts furent donnés en dernière heure tels qu’au-dessus de 2 ans, tous devaient obligatoirement partir avec leurs parents… Des enfants tout petits, trébuchant de fatigue dans la nuit et dans le froid, pleurant de faim… de pauvres petits bonshommes de 5 ou 6 ans essayant de porter vaillamment un baluchon à leur taille, puis tombant de sommeil et roulant par terre, eux et leurs paquets – tout grelottant sous la rosée de nuit ; de jeunes pères et mères pleurant silencieusement et longuement dans la constatation de leur impuissance devant la souffrance de leurs enfants ; puis l’ordre de départ fut donné pour quitter la cour et partir au train. »

— Pasteur Henri Manen, Aumônier du Camp - “Juste parmi les Nations”, devant le convoi du 2 septembre 1942
Ces événements surviennent avant même l’invasion allemande de la zone Sud (11 novembre 1942). Le 4 décembre 1942, le camp est réquisitionné par la Wehrmacht. Les 170 internés qui s'y trouvent encore sont transférés au camp de La Ciotat.
Le camp des Milles est définitivement fermé le 15 mars 1943 et transformé en dépôt de munitions.

### Le camp des Milles et ses «satellites»
De nombreux lieux d’internement de la région (GTE - Groupement de Travailleurs Étrangers - et hôtels) ont été reliés au camp des Milles. Des hommes, des femmes et des enfants, considérés comme étrangers, le plus souvent juifs et antifascistes, y furent regroupés. D’autres centres d’internement existaient dans les départements voisins, comme à Toulon, Alès, Loriol, Saint-Cyr, Vidauban.

## Artistes et intellectuels au camp des Milles
La caractéristique essentielle du camp des Milles réside dans l’ampleur et dans la diversité de la production artistique réalisée par les internés, malgré les privations et le manque de moyens. 
Cette production est abondante durant la première période du camp, entre 1939 et 1940. Elle se prolonge avec une intensité variable tout au long de l’existence du camp, jusqu’à l’été 1942.
Ce foisonnement s’explique incontestablement par la présence de nombreux artistes et intellectuels, dont certains bénéficient déjà d’une renommée internationale, tandis que d’autres seront reconnus après la guerre.
Toutes les disciplines sont concernées : la peinture et le dessin (avec notamment Max Ernst, Hans Bellmer, Robert Liebknecht, Gustav Ehrlich dit Gus, Eric Isenburger, Ferdinand Springer, Werner Laves, Leo Marschütz, Franz Meyer, Alfred Otto Wolfgang Schulze dit Wols, Max Lingner et Karl Bodek) ; la littérature avec des écrivains, poètes, traducteurs ou critiques (comme Alfred Kantorowicz, Golo Mann, Lion Feuchtwanger, Franz Hessel, Manès Sperber, Friedrich Wolf, Walter Hasenclever (Côte d’Azur 1940 : Impossible asile) ; la musique (avec le pianiste et compositeur Erich Itor Kahn (de), le chef d’orchestre Adolf Siebert, les chanteurs Ernst Mosbacher, Joseph Schmidt, Léo et Siegfried Kurzer, le pianiste de jazz Ernst Engel) ; le théâtre avec des comédiens, chansonniers, auteurs dramatiques et metteurs en scène (comme Friedrich Schramm et Max Schlesinger) ; la sculpture, avec Peter Lipman-Wulf. À leurs côtés, sont aussi présents des architectes (Konrad Wachsmann (de)), des professeurs d’université, prix Nobel avec Otto Meyerhof (prix Nobel de médecine en 1922), Tadeusz Reichstein (prix Nobel en 1950 pour son invention de la cortisone), des médecins, des avocats, ou des journalistes, ainsi que des députés ou des hommes politiques allemands, autrichiens, italiens.
Parmi ces personnalités, beaucoup s’attachent à poursuivre leurs activités, influencés par les circonstances extraordinaires et tragiques de leur internement, comme par le cadre même de la tuilerie. Ils donnent libre cours à leur créativité, parfois avec humour ou ironie, pour préserver leur dignité, prendre du recul sur leur condition, tromper l’ennui, entretenir leur moral comme celui de leurs camarades, parfois aussi pour s’attacher les faveurs d’un membre de l’administration. Des cours ou des conférences sont donnés, des pièces de théâtre et des opéras sont jouées. Les autorités se montrent plutôt bienveillantes. Des commandes officielles sont aussi parfois passées, comme la réalisation d’imposantes peintures murales pour le réfectoire des gardiens en 1941.
Environ 350 œuvres sont ainsi conçues au camp des Milles. En outre, des centaines de traces, décorations ou graffitis anonymes ont été mis au jour sur les murs du camp.
Ces artistes sont imprégnés des grands courants du début du XXe siècle. Ils marquent de leur empreinte l’histoire du camp des Milles et sa mémoire.

## Combat contre l'oubli (1983-2012)

### 1942 à 1981
En 1946, la tuilerie des Milles retrouve son activité industrielle. Le camp des Milles est occulté dans la région.
Des rescapés et certains acteurs commencent à témoigner, comme le pasteur Henri Manen, Juste parmi les Nations, qui a livré son témoignage noté sur le vif dans son journal Au fond de l’abîme, et quelques internés comme Lion Feuchtwanger qui publie Le Diable en France en 1942. Serge Klarsfeld recherche les noms des déportés des Milles. En 1979, quelques universitaires d’Aix-en-Provence autour de Jacques Grandjonc commencent des recherches.

### 1982-1983
Face à l’annonce de la destruction de la “Salle des peintures murales” de l’ancien camp, d’anciens résistants et déportés, le Conseil représentatif des institutions juives de France (CRIF) et la mairie d’Aix-en-Provence se mobilisent et sensibilisent la direction régionale des Affaires culturelles : une instance de classement est alors prise le 5 novembre 1982 par le ministère de la Culture, sur proposition de la Conservation régionale des monuments historiques, pour assurer la protection immédiate du site. L’inscription sur l’inventaire supplémentaire des monuments historiques du 3 novembre 1983 sera suivie d’un classement par arrêté du 2 novembre 1993 pour ce qui concerne l’atelier de menuiserie avec les peintures qu’il renferme. L'essentiel des bâtiments et des espaces seront, eux, inscrits le 23 février 2004.

### 1985
Inauguration d’une stèle commémorative et naissance d’un Comité de coordination pour la sauvegarde du camp des Milles et la création d’un Musée mémorial de la Déportation, de la Résistance et de l’Internement, rassemblant l’ensemble des associations concernées, dont le travail sera relayé à partir de 1991 par l’Association du Wagon-Souvenir et du Site-Mémorial du Camp des Milles.

### 1992
Après l’inauguration d’un chemin des Déportés (1990), un wagon du Souvenir est installé sur les lieux mêmes des déportations et abrite une petite exposition d’élèves d’un collège marseillais. 
L’opération “Mémoire pour demain”, rassemble plusieurs milliers d’élèves autour de débats, projections de films, spectacles, expositions.
La même année est inaugurée aux Milles une école primaire au nom d'Auguste-Boyer, Juste parmi les Nations, ancien gardien du camp.

### 1993
Sauvegardée puis restaurée, la “Salle des peintures murales” est classée monument historique. Son ouverture au public est confiée au ministère des Anciens Combattants et Victimes de guerre.

### 2002 à 2009
Un Comité de pilotage fonde l’Association “Mémoire du Camp d’Aix-les-Milles” (2002) et œuvre à la conception d’un mémorial ambitieux.
L’ensemble du site (7 ha) est inscrit comme Monument historique (2004). Les financements nécessaires, publics et privés, sont rassemblés (2006-2009) et le site est acheté avec le concours de la fondation pour la Mémoire de la Shoah.

### Depuis 2009
La “fondation du Camp des Milles - Mémoire et Éducation” est créée et immédiatement reconnue comme établissement d’utilité publique par décret du Premier ministre. Elle rassemble quatre ministères, les collectivités locales et les associations concernées, ainsi que quelques grandes entreprises mécènes.

### 2012
Le 10 septembre 2012, le site-mémorial est inauguré par le Premier ministre Jean-Marc Ayrault et Alain Chouraqui, président de la fondation du Camp des Milles - Mémoire et Éducation. Le site est ouvert au public depuis ce jour.

## Le Site-mémorial du camp des Milles
Le camp des Milles est l'un des rares lieux témoins préservés en Europe qui raconte l'histoire des internements et des déportations durant la Seconde Guerre mondiale. Il est reconnu comme Monument historique par le ministère de la Culture et est présenté comme l’un des neuf hauts lieux de mémoire par le ministère de la Défense.
Pour la première fois sur un lieu de mémoire, le Site-Mémorial du Camp des Milles a pour but de fournir des repères pluridisciplinaires et des clés de compréhension scientifiques. Il comprend l’ancienne tuilerie où le musée a été installé, la salle des peintures et le wagon-souvenir. Le lieu souvenir, s’est transformé en un lieu de commémoration européen. L’objectif est tout à la fois de rendre hommage et d’éduquer pour l’avenir. Un lieu tourné vers l’enseignement de la fraternité et du respect de l’autre, refusant l’engrenage des discriminations, de l’antisémitisme, du racisme et de la xénophobie.
Ce projet mémoriel et éducatif, porté par l'universitaire français Alain Chouraqui, directeur de recherche émérite au Centre national de la recherche scientifique (CNRS), qui est devenu à sa création le président de la Fondation du camp des Milles - Mémoire et éducation, a obtenu le soutien de Simone Veil, Serge Klarsfeld, Elie Wiesel, Jorge Semprún, Robert Badinter, Denise Toros-Marter .
Le Site-mémorial du camp des Milles est l'un des chantiers de Marseille-Provence capitale européenne de la Culture 2013.
Il comprend trois volets confortés par plusieurs dispositifs technologiques particuliers :
- Un volet historique : explication historique du contexte général, européen, national, régional dans lequel s’inscrit l’histoire du camp des Milles. Information scientifique sur le site, son histoire et ses acteurs.
- Un volet mémoriel : ouverture au public des lieux historiques ayant servi à l’internement et à la déportation, dans et autour du bâtiment principal de la tuilerie. Accès aux traces laissées par les internés. Le Mémorial de la Shoah a assuré le commissariat général des expositions de ces volets historique et mémoriel, rassemblant de nombreux témoignages et apportant la documentation à la suite des recherches entreprises à travers le monde auprès de nombreuses institutions et particuliers.
- Un volet réflexif : espace de réflexion et d’investissement personnel sur la responsabilité individuelle et collective dans les mécanismes qui peuvent conduire au pire. Accès aux conclusions d’expérimentations psychosociologiques sur la passivité, la soumission aveugle à l’autorité, l’effet de groupe, les stéréotypes... passerelles entre hier et aujourd’hui. Espace consacré aux « actes justes ». Diversité des actes de sauvetage et de résistances aux engrenages qui ont conduit à quatre grands crimes génocidaires au XXe siècle : Arméniens, Juifs, Tsiganes et Tutsis.

La fondation du camp des Milles - Mémoire et éducation en partenariat avec l’Institut fédératif européen pluridisciplinaire (Aix-Marseille Université) a assuré le commissariat général de l’exposition du volet réflexif et mené les recherches qui y ont conduit et qui se poursuivent.
- Exposition nationale sur les enfants juifs déportés : 1942/1944 : 11 000 enfants juifs déportés de France à Auschwitz réalisée par Serge Klarsfeld et l'Association des Fils et Filles des Déportés Juifs de France. Serge Klarsfeld a confié au Site-Mémorial cette grande exposition nationale, fruit d’une vie de recherche. Il s’agit d’une collection exceptionnelle de documents rares, qui sera donc présentée de façon permanente dans un lieu d’où furent déportés une centaine d’enfants.

## La Fondation du Camp des Milles-Mémoire et éducation
La Fondation du camp des Milles - Mémoire et Éducation est un établissement reconnu d’utilité publique par décret du Premier Ministre en date du 25 février 2009 (JO du 27 février 2009). Elle a pour mission la sauvegarde, l’ouverture au public des bâtiments du camp ainsi que son aménagement en lieu d’éducation citoyenne et de culture. Présidée par Alain Chouraqui, directeur de recherche au CNRS, avec Serge Klarsfeld vice-président, elle rassemble l’ensemble des institutions et partenaires concernés, publics et associatifs ainsi que des entreprises privées : État (ministères de la Culture, de l’Éducation nationale, de l’Intérieur et de la Défense), région Provence Alpes Côte d’Azur, communauté du Pays d’Aix, Ville d’Aix-en-Provence, fondation pour la Mémoire de la Shoah, Mémorial de la Shoah, CRIF, Association Fils et filles de déportés juifs de France, Association du Wagon-souvenir, Association « Mémoire du Camp d’Aix-les Milles », Groupe Lafarge, Fondation d’Entreprise Écureuil, Fondation France Télécom, aujourd’hui « Fondation Orange » Orange (entreprise). Cette Fondation bénéficie aussi du soutien du conseil général des Bouches-du-Rhône, de la communauté urbaine Marseille Provence Métropole, la ville de Marseille, AXA, le groupe Alteor et la SNCF.
Un Conseil scientifique international et pluridisciplinaire, présidé par le recteur de l'Académie d'Aix-Marseille, est garant des contenus du Site-Mémorial.
Une coopération renforcée a été mise en place par convention entre la Fondation du Camp des Milles - Mémoire et Éducation et l'université d'Aix-Marseille depuis la création en mars 2010 d’un Institut Fédératif Européen Pluridisciplinaire traitant notamment des effets des crises et déstabilisations sur les règles, droits et libertés.
Le Site-Mémorial accueille maintenant  plus de 100 000 visiteurs par an, dont plus de 60 000 jeunes de toute la France. Des sessions de formation sont aussi organisées pour des officiers de police, des pompiers, des fonctionnaires, des membres d’organisations non gouvernementales, des chefs d’entreprise, des travailleurs sociaux, des étudiants et autres types de public.
Les principaux points d'analyse ont été dessinés à partir du processus historique de la Shoah et ont été confirmés par l'analyse scientifique des processus ayant conduit à d'autres grands crimes génocidaires que ce soit contre les Arméniens, les Tsiganes ou encore les Tutsis au Rwanda.
En 2017, la Fondation du camp des Milles lance la campagne « Fais le pour toi. Résiste ! ».

## Citation
- « Je suis convaincu que le Camp des Milles sera un lieu important, très important pour les siècles à venir. » Elie Wiesel, Prix Nobel de la Paix[24],[25].

## Galerie

Le camp des Milles avant sa transformation en mémorial
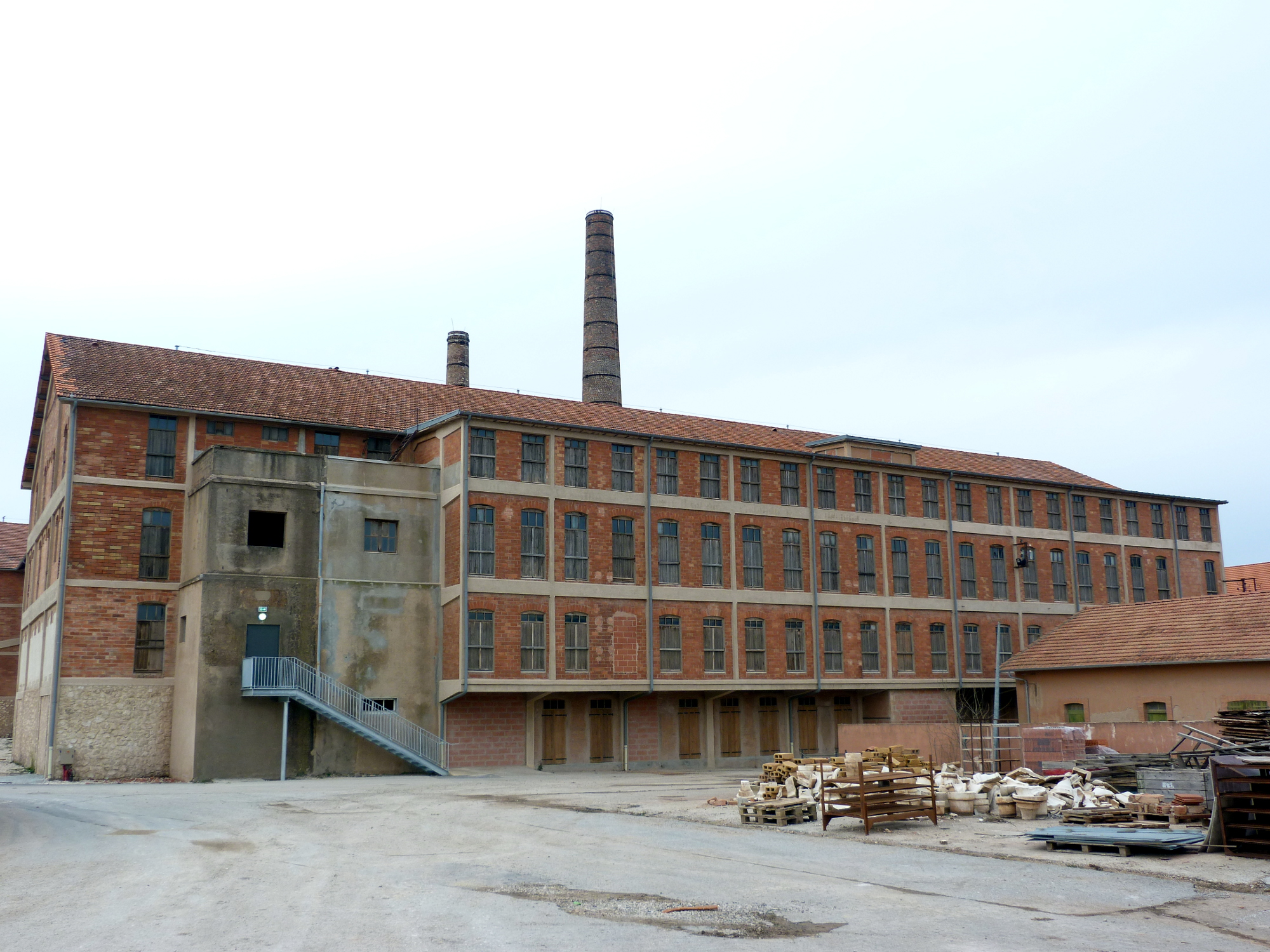
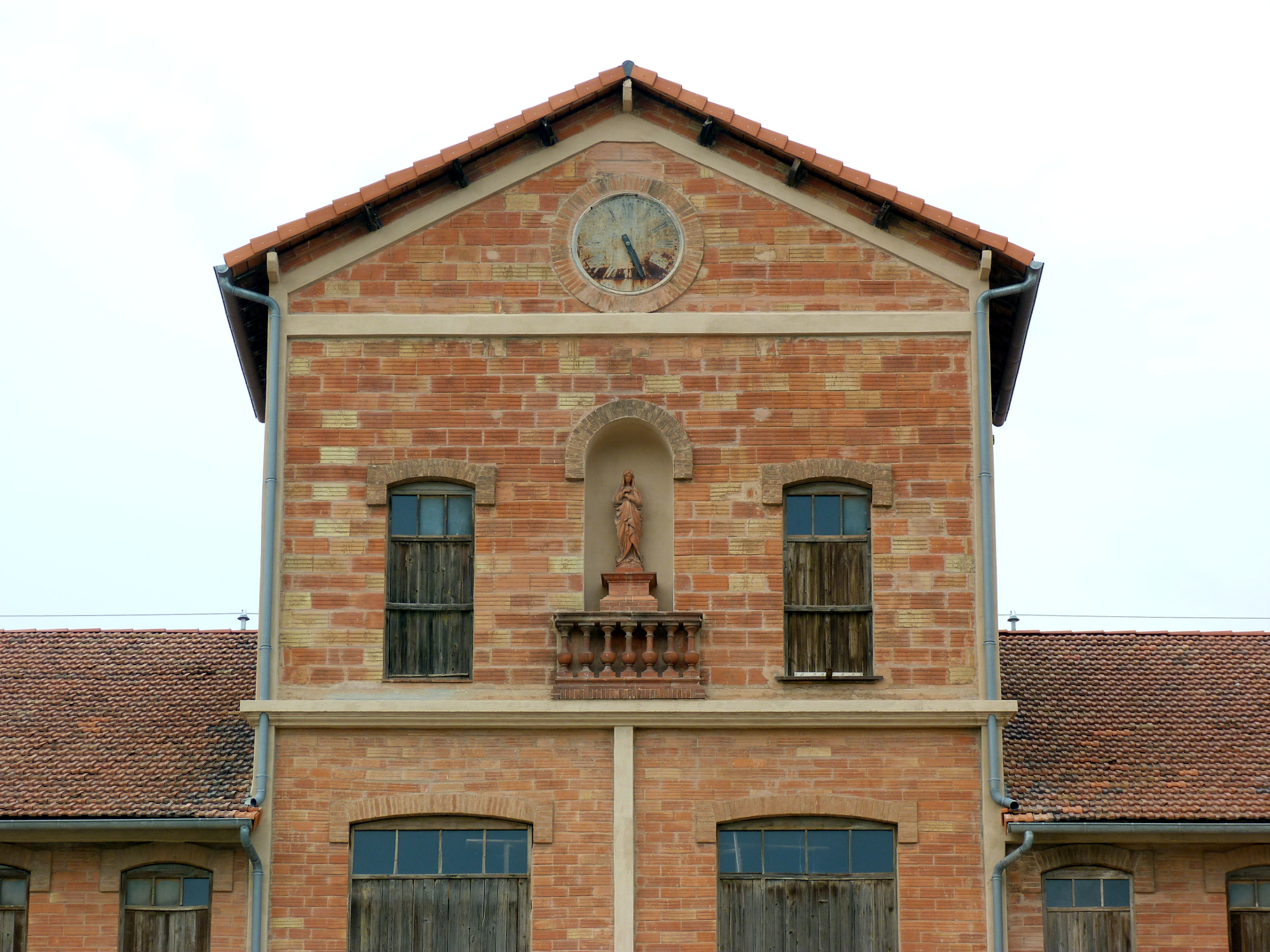
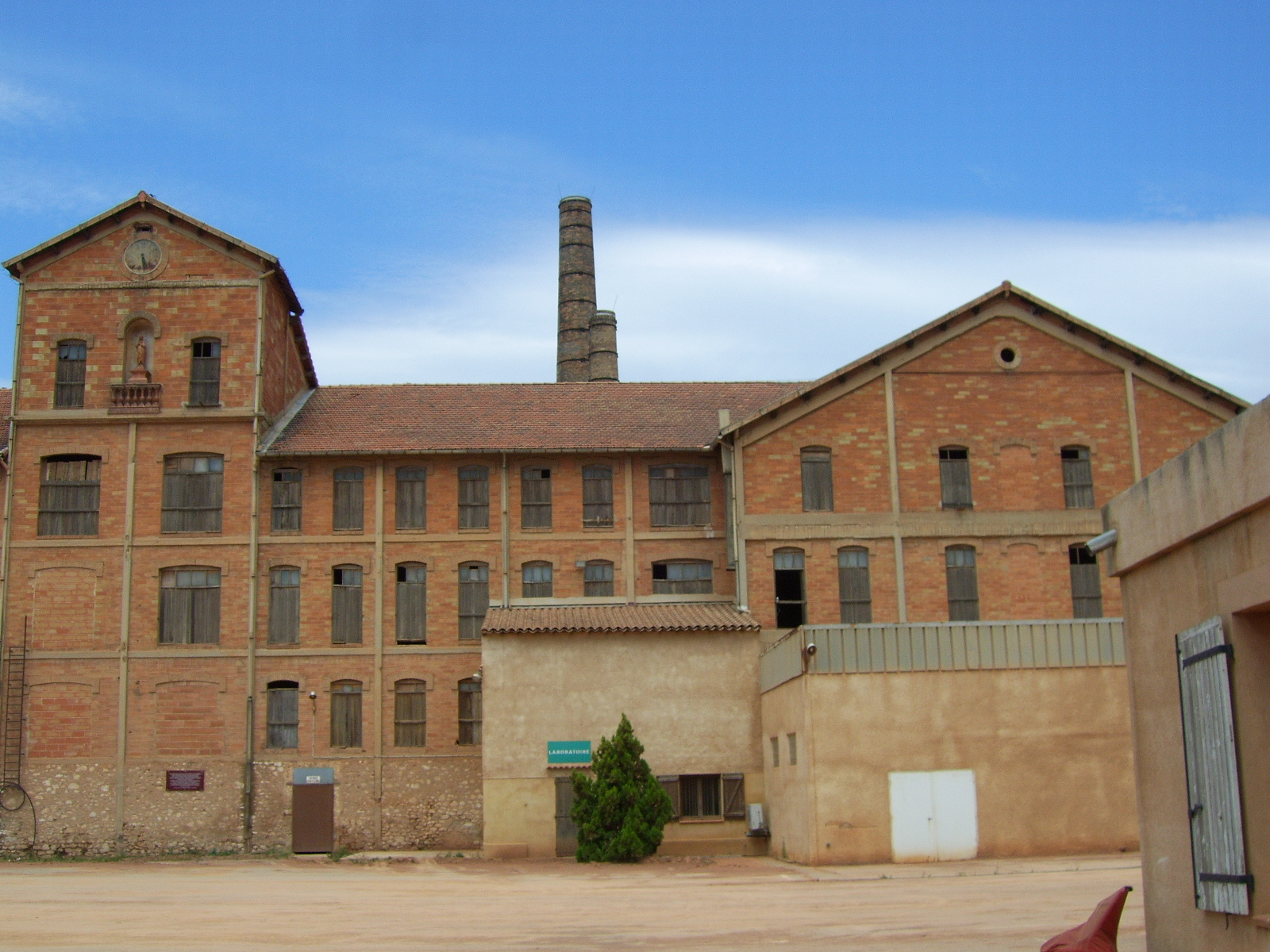
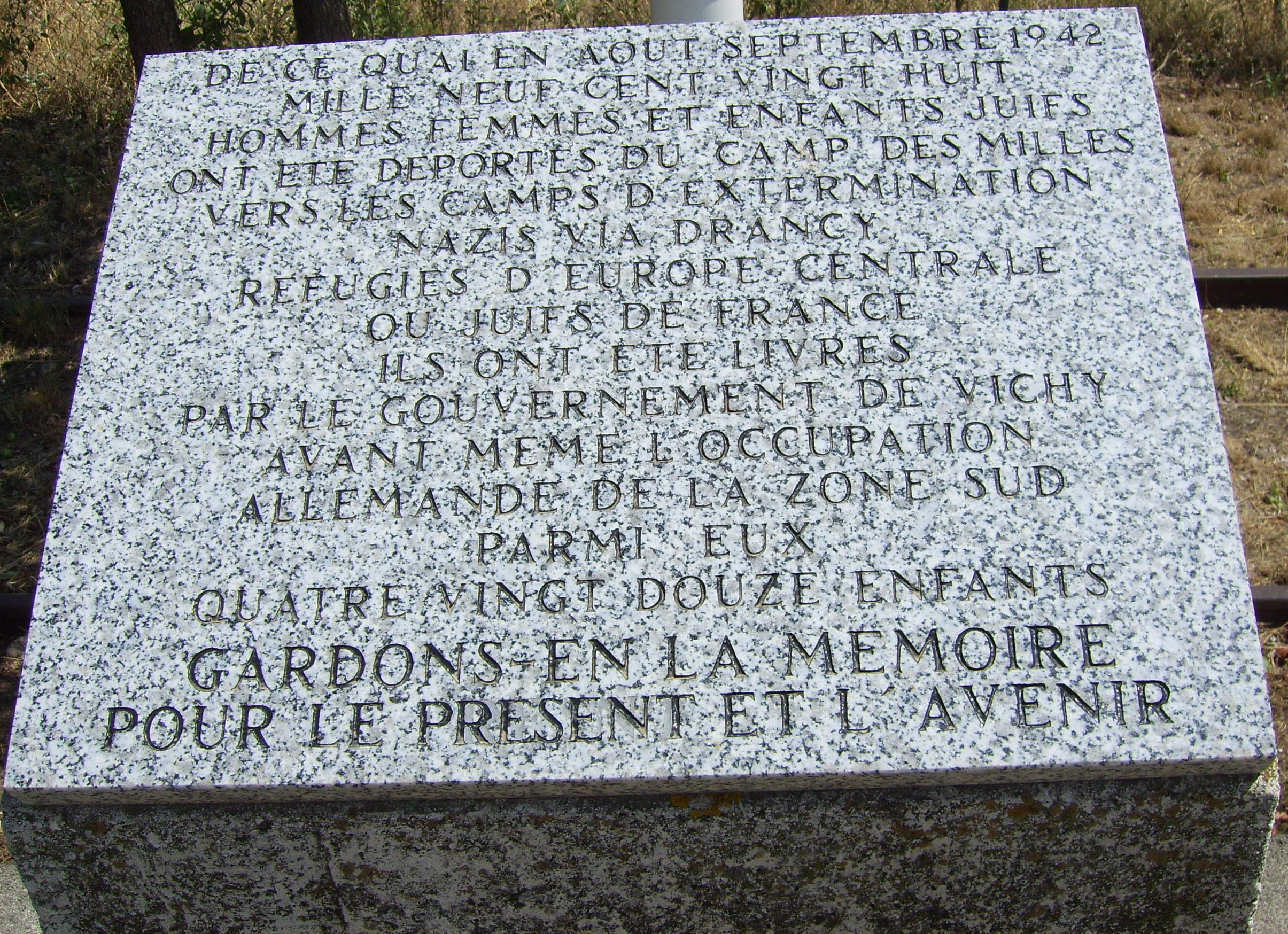
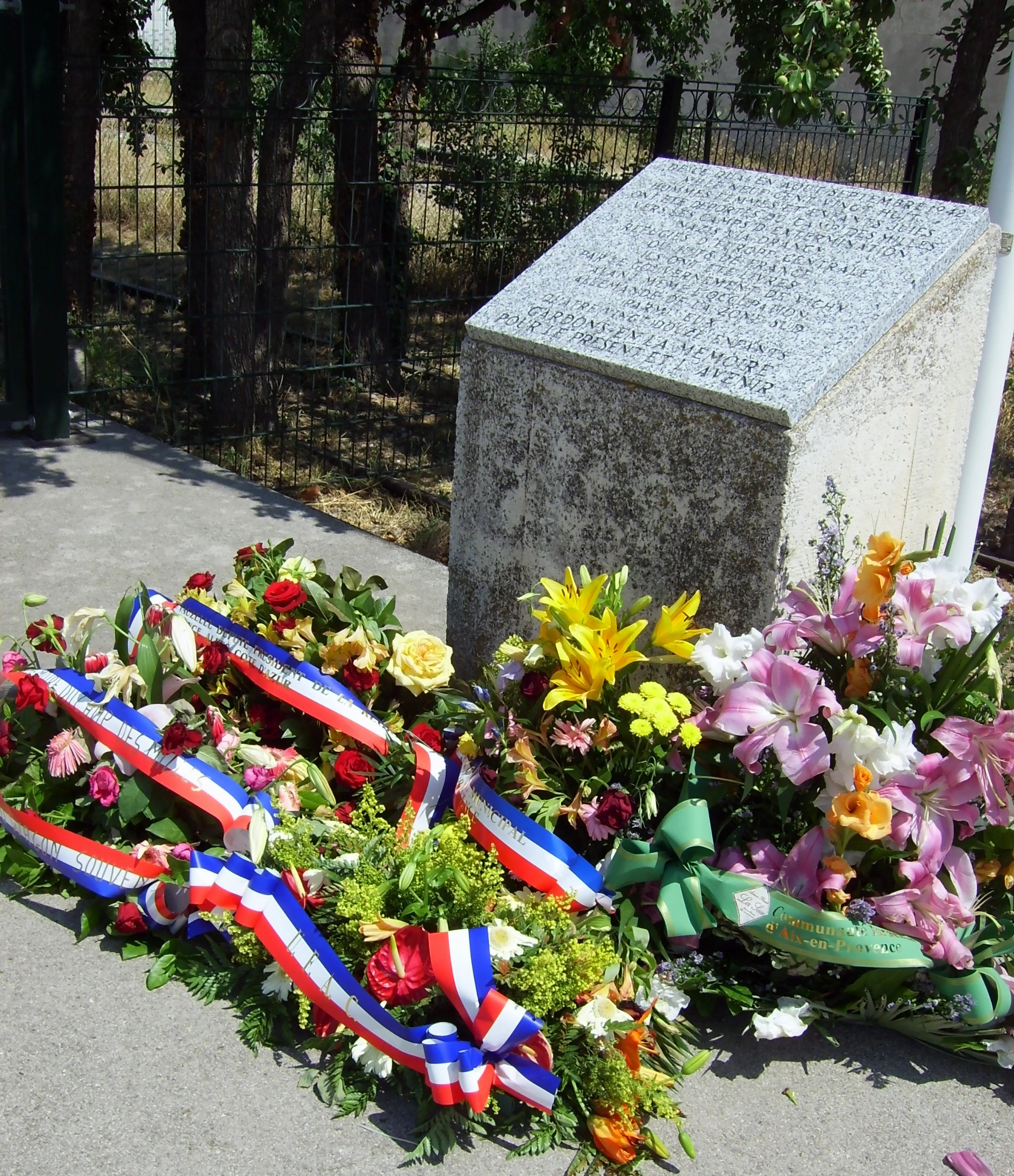

### Documents
- Les Milles, le train de la liberté, Sébastien Grall, film et DVD.
- Des peintres au camp des Milles, éditions Actes Sud, 1997
- Mémoire du Camp des Milles, Yves Jeanmougins, Éditions Bec en l'Air
- Au fond de l'Abîme, Pasteur Henri Manen, Editions Ampelos
- Le Camp des Milles, Fondation du Camp des Milles
- « Mémoire et citoyenneté ». Travail réalisé en BD par les élèves de terminale L1 du lycée Val de Durance à Pertuis (pour l'année 2012/2013). Ils ont créé une bande dessinée de cinq planches relatant l'histoire d'Eric Meyer. Âgé de 18 ans, ce jeune juif allemand a été arrêté à La Tour d'Aigues en 1942, interné au camp des Miles, puis à Drancy et assassiné à Auschwitz.